# Nedzsem
Nedzsem (a név jelentése: kedves) ókori egyiptomi herceg a XVIII. dinasztia idején; II. Amenhotep fia.
Egyetlen forrásból ismert: Minmosze karnaki munkafelügyelő szobrán (ma Kairóban, leltári szám CG 638) említik a karnaki templomban, Webenszenu nevű fivérével együtt.